# Ringtheater
Le Ringtheater était un théâtre populaire à Vienne, en Autriche. En 1881, il est détruit dans un incendie qui tua 449 personnes. Sur les lieux de l'ancien théâtre se trouve désormais le siège fédéral de la police de Vienne.

## Histoire

### Construction
Le Ringtheater est construit entre 1872 et 1874 par Heinrich von Förster, suivant les plans d'Emil Ritter. Il ouvre le 17 janvier 1874, sous la direction d'Albin Swoboda, Sr. en tant qu'Opéra Comique, à l'opposé du « sérieux » de l'Opéra d'État de Vienne, alors appelé l'Opéra de la Cour (Hofoper). Cependant, en septembre 1878, la programmation s'oriente vers les pièces de théâtre parlées, l'opéra allemand et italien et la variété, et le nom est changé en "Ringtheater".

### Incendie

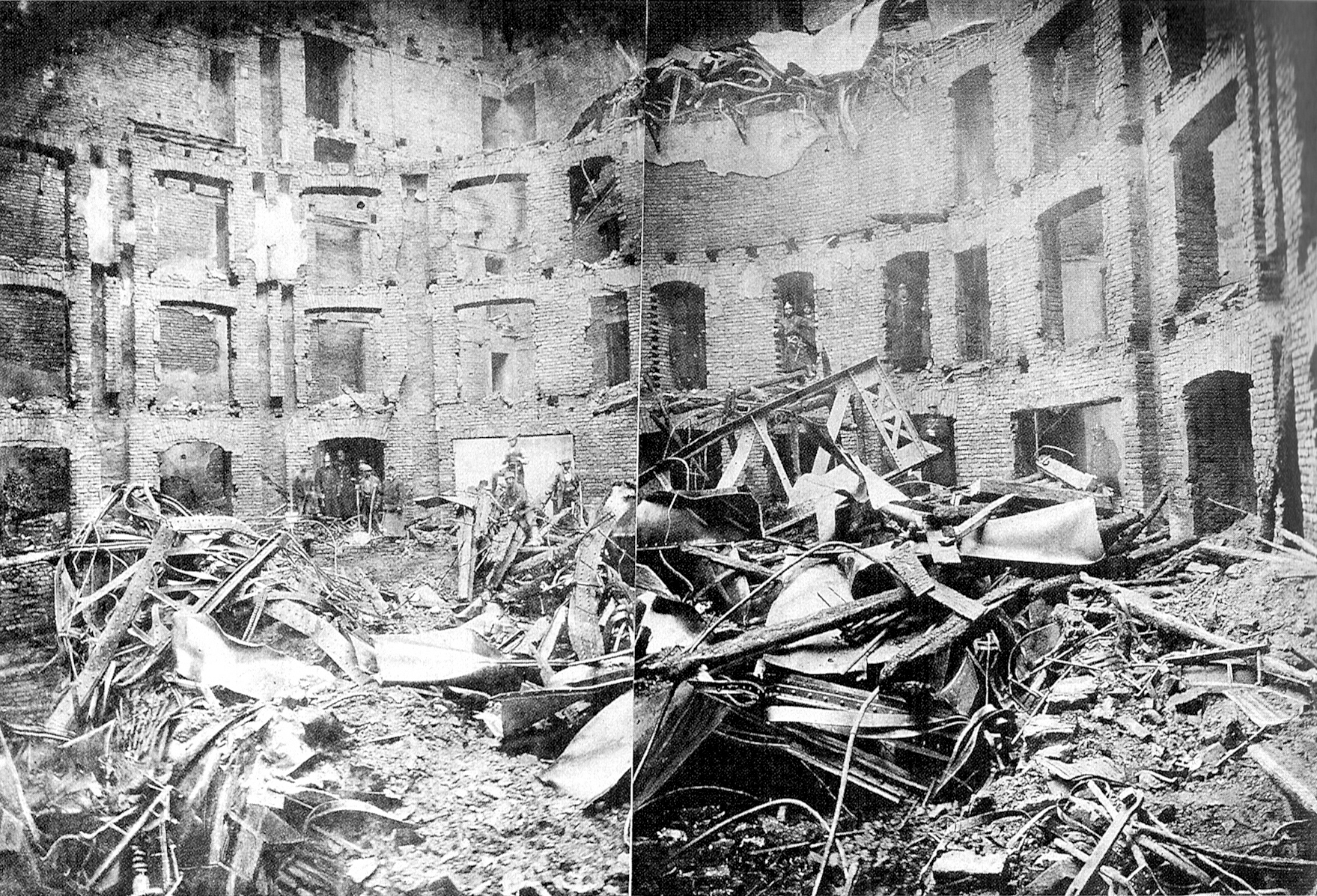
Les ruines de l'incendie du Ringtheater, qui eut lieu le 8 décembre 1881.

Étant donné que l'emprise du théâtre était petite et qu'il était destiné à accueillir un public de 1700 personnes, l'architecte est contraint de construire en hauteur, mais avec des conséquences désastreuses. Le 8 décembre 1881, un incendie se déclare peu avant une représentation des Contes d'Hoffmann et 449 personnes sont tuées. L'année suivante, une nouvelle loi vient préciser les dispositions en matière d'équipement et de sécurité (rideaux de sécurité, portes s'ouvrant vers l'extérieur, ignifugation de l'ensemble, etc.).

### Après l'incendie
Un immeuble d'appartements appelé le Sühnhaus est construit sur le site du Ringtheater sur les fonds privés de l'empereur François-Joseph ; c'était une résidence privée qui soutenait de bonnes causes. Il est lui aussi gravement endommagé par un incendie en 1945 et s'est finalement effondré en 1951. Entre 1969 et 1974, un immeuble de bureaux y est construit et dans lequel se trouvent le quartier général fédéral de la police à Vienne et l'inspection générale des gardes de sécurité fédéraux et des commandos de police. L'incendie est commémoré par une plaque apposée sur la façade du bâtiment de la police. Les statues de style attique, qui se trouvaient sur les pilastres, se trouvent maintenant dans le Pötzleinsdorfer Schlosspark.